# Eierdiebe (2003)
Eierdiebe ist eine deutsche Tragikomödie des Regisseurs und Drehbuchautors Robert Schwentke aus dem Jahr 2003.

## Handlung
Bei Martin, studierendem Sohn aus gutem Hause, wird Hodenkrebs diagnostiziert. Ein Umstand, der sein bisher geordnetes und erfolgreiches Leben aus der Bahn zu werfen droht. Da er seine Erektionsfähigkeit nicht riskieren möchte, beginnt er eine dreimonatige Chemotherapie. Dabei entwickelt sich eine immer stärkere Freundschaft zwischen ihm und seinen ungewöhnlichen Zimmerkollegen Nickel und Harry – ebenfalls Krebspatienten. Komplettiert wird diese Freundschaft durch die krebskranke Susanne.
Infolge einer Wette beschließen die vier, Martins „gestohlenen“ Hoden wieder zu beschaffen, da er trotzdem sein Eigentum sei. Nachdem sie ihn aus der Pathologie gestohlen und vor dem Krankenhaus begraben haben, bricht Nickel zusammen und stirbt wenig später. Auch Susannes Zustand verschlechtert sich zusehends und sie stirbt schließlich auf der Intensivstation. Allein Martin und Harry überstehen vorerst ihre Krebserkrankung.

## Kritiken
In „epd Film“ wurde der Film gelobt, die absurden Momente der hermetisch abgeschlossenen Krankenhauswelt mit ihren eigenen Gesetzen und Ritualen treffend darzustellen. Er sei voller Humor, wandere nicht auf ausgetretenen Pfaden und wecke dennoch Mitleid mit seinen Figuren. Dabei seien dem Regisseur die ausgezeichneten Schauspieler zu Hilfe gekommen. In den Top-Videonews des Kinder- und Jugendfilmzentrums heißt es: „[Robert Schwentke] thematisiert teils schwarzhumorig, teils tiefernst den Umgang mit der tabuisierten Krankheit Krebs. […] Auch wenn Eierdiebe nach dem Motto ‚Tumor ist wenn man trotzdem lacht‘ schrille Absurditäten zelebriert, so lässt er dennoch genügend Raum für ergreifend tragische Momente besonders in Martins Liebesbeziehung zu Krebspatientin Susanne.“